# Francisco Rivero
José Francisco Rivero Castellanos (Havana, Cuba) é um pintor, ilustrador e artista gráfico cubano. Realizou desenhos e ilustrações para editoras em Cuba, Nigéria, França, Grécia, Rússia e Alemanha. 
O artista tem obras espalhadas por diversas partes do mundo, inclusive no Brasil onde tem obras expostas em cidades do Rio de Janeiro, Salvador-BA, Juazeiro-BA, Itaguara-MG dentre outas localidades. 
A exposição de suas obras também é feita com frequência em países como Cuba, Brasil e França. 
Biografia
Nascido em Havana, Cuba, em 1951, Francisco Rivero fez toda sua formação na capital cubana. Quando jovem, cursou o Instituto Pedagógico, anexo à Universidade de Havana, entre os anos de 1965 e 1966, uma escola integral com proposta experimental de criar vínculos entre o estudo e o trabalho, inspirada em Paulo Freire e José Martin.  Posteriormente estudou pintura na Academia San Alejandro, entre 1972 e 1976, e formou-se no Instituto Superior de Desenho de la Habana, em 1984. 
Trabalhou na Editorial José Martí, em Havana, realizando ilustrações para livros infantis e para adolescentes em diversas áreas do conhecimento. 
O artista visitou a França pela primeira vez em 1989, por ocasião do bicentenário da Revolução Francesa. Nesse país, colaborou com a edição especial do livro Et l’Amerique découvrit Christophe Colomb, apresentado durantes as comemorações dos 500 anos da chegada de Colombo à América, em 1992 , e com a obra La ballade des deux grands-pères, de Nicolás Guillén, traduzida em francês, colaborando com a concepção das ilustrações realizada por Muñoz Bachs. 
Em 1992, organizou no Centro Pompidou, em Paris, uma exposição de ilustrações e livros para crianças e adolescentes intitulada “Ritmos e Imagens de contos afro-cubanos”. 
No Brasil, participou de várias edições do Circuito Cultural Arte entre Povos, entre 2010 e 2018, percorrendo diversos municípios das regiões sudeste, sul e nordeste do país, onde realizou exposições e pintura mural, além de promover oficinas de pintura para estudantes e a comunidade em geral. 
Em 2013 apresentou, no Brasil, a exposição "Brasil, Viagem à Origem: objetos tribais africanos", composta de objetos de sua coleção particular. 
Em 2014, em reconhecimento por sua atuação na área da cultura, Francisco Rivero recebeu durante as comemorações da Semana da América Latina e Caribe, em Paris, a medalha do Senado da França. 
Nos últimos anos começou a desenvolver trabalho de pintura em cerâmica junto à artista ceramista Selma Calheiros, de Cores da Terra, na Bahia, resultando na Coleção Intervenções. 
O artista plástico vive atualmente entre a França e o Brasil.
Exposições
Durante sua trajetória artística, tem realizado numerosas exposições individuais e coletivas em diversos países, dentre os quais, França ; Andorra , Cuba , Lituânia, Brasil 
Pintura Mural
Sua pintura mural está presente em diversos países, como França, Bélgica, Andorra, Itália, Espanha, Brasil. 
Ilustrações
La Chanson de geste (Edição bilíngue francês / espanhol). Autor: Pablo Neruda. Capa: Francisco Rivero. Editoras: Abra Pampa Éditions & Le Temps des Cerises, França, 2016.
Circonstances de la poésie: Avec les mêmes mains. Autor: Roberto Fernandes Retamar. Tradutor: Jacques-François Bonaldi. Capa: Francisco Rivero. Editora: Les Temps de cerises, França, 2014.
O Tempo e as Estrelas. Autor: Alisson Batista Moraes. Capa e ilustrações: Francisco Rivero. Editora: Novos Talentos da Literatura Brasileira, Brasil, 2014.
Rizou la mouche. Autor: Robert Vigneau. Capa e ilustrações: Francisco Rivero. Editora: Vents d’ailleurs, França, 2004
Bacchanales nº24. Poésie cubaine, 1980-2000: 28 poètes, Revue de la Maison de la Poésie Rhône-Alpes, Org.: Marie-France Allamand. Capa e ilustrações: Francisco Rivero. Editora: Le Temps des Cerises, França, 2003 (2ª ed.).